# جوش كرادوك
جوش كرادوك (بالإنجليزية: Josh Craddock) هو لاعب كرة قدم بريطاني، ولد في 5 مارس 1991 في ولفرهامبتن في المملكة المتحدة. لعب مع نادي ستوربريدج ونادي والسول.

## وصلات خارجية
- جوش كرادوك على موقع قاعدة بيانات كرة القدم.إي يو (الإنجليزية)
- جوش كرادوك على موقع Soccerbase.com (لاعب) (الإنجليزية)